# Heinz Peters (Sänger)
Heinz Peters (* 14. Januar 1926; † 2001) war ein deutscher Opernsänger (Bass) und Opernregisseur.

## Leben
Peters, als Sohn eines Bergmanns im Ruhrgebiet geboren, war Absolvent der Folkwang Universität der Künste, wo er Gesang studierte. 
Seine Bühnenlaufbahn begann er in der Spielzeit 1952/53 am Theater Dortmund, wo er anschließend auch in der Spielzeit 1953/54 engagiert war. Zur Spielzeit 1954/55 wechselte Peters an die Städtischen Bühnen Heidelberg, wo er bis zum Ende der Spielzeit 1960/61 im Engagement verblieb.
Mit Beginn der Spielzeit 1961/62 wurde Peters festes Ensemblemitglied am Staatstheater Wiesbaden. Nach über 30-jähriger Zugehörigkeit gab er zum Ende der Spielzeit 1990/91 seine offizielle „Abschiedsvorstellung“ als Fürst Ypsheim-Gindelbach in der Operette Wiener Blut, bei der er auch Regie führte. Er wurde zum Ehrenmitglied des Hauses, an dem er als „Institution“ galt, ernannt. Bis zum Ende der Spielzeit 1992/93 war er noch als Solist und Regisseur am Staatstheater Wiesbaden tätig. Er hatte auch Engagements am Staatstheater Braunschweig, am Pfalztheater Kaiserslautern und in Leverkusen.
Peters wirkte während seines Festengagements in Wiesbaden in zahlreichen Premieren und Neueinstudierungen mit. 1964 sang er den Ganymed in der Operette Die schöne Galathée mit Joseph Spelthahn (Pygmalion) und Elvira Scholz (Titelrolle) als Partnern. Im Mai 1968 sang er unter der musikalischen Leitung von Heinz Wallberg den Grafen Dominik in der Premiere der Oper Arabella. Im November 1980 war er der Graf von Westmoreland in der Oper Sly oder Die Legende vom wiedererweckten Schläfer von Ermanno Wolf-Ferrari. In der Spielzeit 1980/81 sang er den Bauern Kruschina in einer Neuinszenierung der Smetana-Oper Die verkaufte Braut (Premiere: Januar 1981). In der Spielzeit 1980/81 übernahm er außerdem den Impresario in einer Produktion der Donizetti-Oper Viva la Mamma (Premiere: März 1981). Im Januar 1982 sang er in Wiesbaden die Rolle des Hauptmanns Selva in der Premiere der Oper Die Stumme von Portici. Im April 1982 folgte die Rolle des reichen Bürgers Riedinger in der Oper Mathis der Maler, in der er „für einen profunden Akzent im niveaustarken Ensemble sorgte.“ Im Januar 1983 übernahm er die Rolle des Ersten Priesters in der Neueinstudierung der Oper Die Zauberflöte in der Regie von Nikolaus Lehnhoff. Im Juni 1983 sang er die Rolle des Yamadori in der Oper Madama Butterfly. In der Spielzeit 1983/84 übernahm er den Erbförster Kuno in einer Neuinszenierung der Oper Der Freischütz (Regie: Gilbert Deflo). Im März 1984 sang er in Wiesbaden die komische Rolle des Schlucker in der Oper Ein Sommernachtstraum. Im Januar 1985 spielte und sang er die komische Rolle des Lord Kookburn in der Oper Fra Diavolo, wo er „als Engländer gute Miene zum harmlosen Spiel machte“. Im April 1985 verkörperte er die Rolle des Mr. Peachum in dem Singspiel The Beggar’s Opera. Die Zeitschrift Opernwelt schrieb hierzu: „Heinz Peters ist es zu danken, daß Niveau und Spannung aufkamen. Er sprach perfekt, obwohl er kein Schauspieler ist.“ Im November 1986 war er der Hausherr Benoit in einer Neueinstudierung der Oper La Bohème. Im Februar 1987 sang er den Glasermeister in der Premiere von Ein Traumspiel, dem Opernerstling (Uraufführung 1965 in Kiel) des Komponisten Aribert Reimann. Im März 1987 war er der Feldwebel in der Oper Simplicius Simplicissimus von Karl Amadeus Hartmann. In der Spielzeit 1987/88 sang er den Schmuggler Dancairo in einer Neuinszenierung der Oper Carmen (Premiere: November 1987), schien jedoch darstellerisch „aus der Klamottenkiste gekrochen“ zu sein. Außerdem sang er in der Spielzeit 1987/88 (Premiere: März 1988) den Kastellan in der Oper Das Spielwerk und die Prinzessin von Franz Schreker. Im November 1988 sang und spielte er den Gefängnisdirektor Frank in der Premiere der Operette Die Fledermaus. Im Januar 1989 übernahm er Staatstheater Wiesbaden die Sprechrolle des Haushofmeisters in der Neueinstudierung der Oper Ariadne auf Naxos unter der musikalischen Leitung von Ulf Schirmer. Im April 1989 sang er den Doktor Bartolo in der Neueinstudierung von Mozarts Oper Le nozze di Figaro, ebenfalls unter der musikalischen Leitung von Ulf Schirmer. Zu Peters’ letzten Premieren am Staatstheater Wiesbaden gehörte im September 1991 die Neueinstudierung von Wagners Oper Die Meistersinger von Nürnberg, in der er die Rolle des Zunftmeisters Konrad Nachtigall übernahm. In der Spielzeit 1992/93 wirkte er noch in einer Neuinszenierung der Oper Der Evangelimann als älterer Bürger Aibler mit. In der Saison 1992/93 war er am Staatstheater Wiesbaden für die „im besten Sinne althergebrachte[n]“ Regie bei einer Neuinszenierung der Operette Der Vogelhändler verantwortlich, in der er auch die Rolle des Würmchen, einen der beiden komischen Professoren, spielte und sang.
Peters absolvierte auch Fernsehauftritte. Unter der Regie von Herbert Junkers gab Peters 1965 in einer Fernsehinszenierung der Oper Madama Butterfly von Giacomo Puccini an der Seite von Anneliese Rothenberger ebenfalls den Fürsten Yamadori. Er trat zudem 1966 als Gast in der am 12. März jenes Jahres aufgezeichneten Fernsehshow Einer wird gewinnen gemeinsam mit Reinhold Bartel unter Darbietung von Arien aus La Bohème auf.
Peters Inszenierung der Märchenoper Hänsel und Gretel von Engelbert Humperdinck am Staatstheater Wiesbaden läuft dort bereits seit 1982. Als Opernregisseur inszenierte er in Wiesbaden unter anderem auch die Opern Tosca und Schwanda, der Dudelsackpfeifer und die Operetten Wiener Blut und Der Vogelhändler.